# پاتریک اوراچر
پاتریک اوراچر (انگلیسی: Patrick Auracher؛ زادهٔ ۴ ژانویهٔ ۱۹۹۰) بازیکن فوتبال اهل آلمان است.
از باشگاه‌هایی که در آن بازی کرده‌است می‌توان به باشگاه فوتبال هولشتاین کیل اشاره کرد.